# Жуцевська культура
Жуцевська культура, Жуцівська культура, Вісло-німанська культура, Поморська, Узбережжя затоки — археологічна культура мідної доби. Належить до кола культур шнурової кераміки, а саме до культури човноподібних сокир.
Датування культури припадає на 2500—1500 роки до Р. Х.
Названа за кашубським селом Жуцево, що у в гміні Пуцьк Пуцького повіту Поморського воєводства.
Центр культури був на узбережжі Гданської та Віслинської заток. Жуцевська культура була поширена на півночі Польщі, у Литві, у західній частині Латвії. Польські та німецькі археологи обмежують культури суто узбережжям, проте литовські, латиські та радянські археологи відносили до жуцевської культури значну територію з центром культури на узбережжі.
Жуцевська культура є продукт взаємодії доіндоєвропейської Нарвської культури з індоєвропейськими культурами кулястих амфор та шнурової кераміки.
Традиційно належала до східноприбалтійської культури шнурової кераміки, або човноподібних сокир. Проте більш сучасні дослідження вказують на те, що вона склалася на основі місцевої доіндоєвропейської новокам'яної нарвської культури, тобто ще до початку культури шнурової кераміки. Жуцевська культура поступово еволюціонувала у культуру самбійських курганів.
Жуцевську культуру пов'язують з першою появою балтів, що також дає пояснення різниці між західними та східними балтами.